# Otep
Otep (scris și OTEP sau OT3P) este o formație americană de nu metal, formată în anul 2000 la Los Angeles, California în frunte cu solista Otep Shamaya. Ei au realizat două EP-uri, 6 albume de studio și un album live. În prezent au un contract cu Victory Records.

## Stil și influențe
Genul primar al formației este Nu metal. on 18 iunie 2002 De asemenea trupa e considerată a fi de metal alternativ. Mai mult ca atât ea este etichetată și ca goth metal industrial metal și death metal. Allmusic a descris trupa ca fiind de "art house nu-metal". Stilul formației este influențat de alte trupe ca: Sepultura, Black Sabbath, Tool, Deftones, Pantera, Korn, The Doors, Slipknot, Celtic Frost, Skinny Puppy, Slayer, Alice in Chains, Siouxsie and the Banshees, L7, Babes in Toyland, Melvins, Nine Inch Nails, Hole și Nirvana.

## Membrii trupei

### Membri actuali
- Otep Shamaya – vocal (2000-prezent)
- Ari Mihapoulos - chitară (2011- prezent)
- Justin Kier - baterie (2013-)

### Foști membri
- Rob Patterson – chitară  (2001–2004, 2009)
- Tarver Marsh – chitară (2000-2001)
- Dave "Spooky" Aguilera – chitară (2000-2001)
- Jason "eViL J" McGuire – bas (2000–2010)
- Brian Wolff – baterie (2006–2008)
- Mark "Moke" Bistany – baterie (2001–2004, 2009)

## Discografie

### Albume

#### Albume de studio
| Sevas Tra                                                                         | - Released: 18 iunie 2002 - Label: Capitol - Formats: CD, digital download               | 145 | —  | —  | —   | 86 |
| House of Secrets                                                                  | - Released: 27 iulie 2004 - Label: Capitol - Formats: CD, digital download               | 93  | —  | —  | 102 | —  |
| The Ascension                                                                     | - Released: 30 octombrie 2007 - Label: Capitol, Koch - Formats: CD, LP, digital download | 81  | 6  | 25 | —   | —  |
| Smash the Control Machine                                                         | - Released: 18 august 2009 - Label: Victory - Formats: CD, digital download              | 47  | 6  | 13 | —   | —  |
| Atavist                                                                           | - Released: 26 aprilie 2011 - Label: Victory - Formats: CD, digital download             | 61  | 10 | 19 | —   | —  |
| Hydra                                                                             | - Released: 22 ianuarie 2013 - Label: Victory - Formats: CD, digital download            | 133 | 22 | 39 | —   | —  |
| Generation Doom                                                                   | 2016                                                                                     |     |    |    |     |    |
| Kult 45                                                                           | 2018                                                                                     |     |    |    |     |    |
| "—" denotes a recording that did not chart or was not released in that territory. |                                                                                          |     |    |    |     |    |

#### Albume live
| Title                  | Album details                                                                 |
| ---------------------- | ----------------------------------------------------------------------------- |
| Sounds Like Armageddon | - Released: 6 noiembrie 2012 - Label: Victory - Formats: CD, digital download |

### Extended plays
| Title              | EP details                                                                 |
| ------------------ | -------------------------------------------------------------------------- |
| Jihad              | - Released: 19 iunie 2001 - Label: Capitol - Formats: CD, digital download |
| Wurd Becomes Flesh | - Released: 2005 - Label: Self-released - Formats: CD                      |

### Single-uri
| Title                                                                             | Year | Peak chart positions | Peak chart positions | Album                     |
| Title                                                                             | Year | US Act. Rock         | US Main. Rock        | Album                     |
| --------------------------------------------------------------------------------- | ---- | -------------------- | -------------------- | ------------------------- |
| "Blood Pigs"                                                                      | 2002 | —                    | —                    | Sevas Tra                 |
| "Possession"                                                                      | 2002 | —                    | —                    | Sevas Tra                 |
| "Warhead"                                                                         | 2004 | —                    | —                    | House of Secrets          |
| "Ghostflowers"                                                                    | 2007 | —                    | —                    | The Ascension             |
| "Breed"                                                                           | 2007 | —                    | —                    | The Ascension             |
| "Perfectly Flawed"                                                                | 2008 | —                    | —                    | The Ascension             |
| "Smash the Control Machine"                                                       | 2009 | 27                   | 28                   | Smash the Control Machine |
| "Rise, Rebel, Resist"                                                             | 2010 | —                    | —                    | Smash the Control Machine |
| "Fists Fall"                                                                      | 2011 | —                    | —                    | Atavist                   |
| "Not to Touch the Earth"                                                          | 2011 | —                    | —                    | Atavist                   |
| "Apex Predator"                                                                   | 2013 | —                    | —                    | Hydra                     |
| "In Cold Blood"                                                                   | 2016 |                      |                      | Generation Doom           |
| "Royals"                                                                          | 2016 |                      |                      | Generation Doom           |
| "To the Gallows"                                                                  | 2018 |                      |                      | Kult 45                   |
| "Shelter in Place"                                                                | 2018 |                      |                      | Kult 45                   |
| "—" denotes a recording that did not chart or was not released in that territory. |      |                      |                      |                           |

#### Single-uri promoționale
| Title                   | Year | Album         |
| ----------------------- | ---- | ------------- |
| "March of the Martyrs"  | 2007 | The Ascension |
| "Necessary Accessories" | 2008 | The Ascension |
| "Special Pets"          | 2008 | The Ascension |